# Gail Ann Dorsey
Gail Ann Dorsey (Filadelfia, 20 novembre 1962) è una musicista statunitense.
Si distingue principalmente per la sua lunga carriera come turnista di studio, e per la duratura collaborazione con David Bowie, nella quale band militò dal 1995 fino alla morte di lui nel 2016. Oltre a suonare il basso, occasionalmente ha anche cantato insieme a Bowie duettando con lui in alcuni pezzi durante il A Reality Tour.
Dal 1993 al 1996, la Dorsey collaborò anche con i Tears for Fears. È apparsa in molti videoclip musicali di varie band. Nel corso della sua carriera ha lavorato insieme a numerosi artisti, tra i quali David Bowie, B-52's, Lenny Kravitz, Bryan Ferry, Boy George, Indigo Girls, Khaled, Jane Siberry, The The, Skin, Gwen Stefani, Charlie Watts, Seal, Gang of Four, Susan Werner, Ani DiFranco e Dar Williams.
Inoltre, la Dorsey ha anche pubblicato a suo nome tre album solisti: The Corporate World (1988), Rude Blue (1992), e I Used To Be... (2003).

## Biografia
La Dorsey crebbe negli anni settanta a Filadelfia. Suona la chitarra da quando aveva nove anni e cita Mark Farner dei Grand Funk Railroad, Terry Kath dei Chicago, Jimi Hendrix, e Nancy Wilson degli Heart come sue influenze musicali primarie. All'età di quattordici anni ricevette come regalo di compleanno un basso elettrico ma non si considerò una vera bassista fino all'età di vent'anni.
Frequentò il California Institute of the Arts nella sezione School of Film & VideoSchool/Live Action. Dopo tre semestri decise che l'industria cinematografica non faceva per lei, e decise di concentrarsi sulla carriera musicale.

### Carriera
All'età di 22 anni, Gail Ann Dorsey si trasferì a Londra per intraprendere la carriera musicale, poiché aveva in corso una collaborazione con il cantautore Pete Stern. Il loro primo nastro demo venne prodotto da Paul "Doc" Stewart al Village Way Studio di Rayners Lane, Londra. Stewart li introdusse alla CBS Records, che li mise sotto contratto. Successivamente Gail collaborò con Boy George, Ann Pigalle, e Donny Osmond. Il primo lavoro importante della Dorsey fu un'apparizione come voce ospite nella formazione originale dei The Charlie Watts Big Band (la band personale del batterista dei The Rolling Stones). Punto cruciale nella carriera della Dorsey furono le apparizioni nel programma musicale "The Tube" della televisione britannica, presentato da Jools Holland e Paula Yates.
Nel dicembre 1987, firmò un contratto con la Warner Music Group, e nel 1988 pubblicò il suo primo album solista, The Corporate World. Il disco venne prodotto dal bassista Nathan East del quartetto jazz Fourplay e vide contributi da parte di Eric Clapton. Pur non riscuotendo un elevato successo commerciale, il disco ricevette ottime recensioni e venne votato uno dei migliori 50 album dell'anno dalla prestigiosa rivista specializzata Q. Nel 1991 passò alla Island Records, messa sotto contratto personalmente dal fondatore della casa discografica Chris Blackwell. Nel 1992, pubblicò il secondo disco solista intitolato Rude Blue. Dopo aver trascorso 12 anni in Inghilterra, nel 1994 si trasferì in una comune di artisti con sede a Woodstock, fuori New York.
Quando la relazione con la Island diventò stagnante, la Dorsey si concentrò sull'attività di turnista e nel 1995 fu ingaggiata da David Bowie per il suo Outside Tour. Da questo momento in poi la sua popolarità crebbe molto e per tutto il resto degli anni novanta continuò a collaborare e ad esibirsi con artisti quali Gang of Four, Louise Goffin, Rachid Taha, Faudel, e Khaled (1, 2, 3 Soleils), Sophie B. Hawkins, Tears for Fears, The The, Indigo Girls, Jane Siberry, Jeffrey Gaines, Zucchero Fornaciari, Dar Williams, Catie Curtis, Toshi Reagon, Joan Osborne, The B-52s, e Michael Hutchence degli INXS.
Gail Ann Dorsey è nota soprattutto per la sua permanenza nella band di David Bowie. Alla conclusione dell'Outside Tour suonò il basso e cantò negli album di Bowie Earthling (1997), Heathen (2002), Reality (2003) e The Next Day (2013). Nel 1997 incise Planet of Dreams, un duetto con Bowie per il CD di beneficenza Long Live Tibet. Partecipò a tutti gli ultimi sei tour del Duca Bianco, e si esibì con David Bowie al "The Concert for New York" tenutosi al Madison Square Garden nel 2001. Circa dieci anni dopo Rude Blue, nel 2003 Gail Ann Dorsey pubblicò il suo terzo album di studio. L'album, intitolato I Used To Be... è una raccolta di brani inediti provenienti dall'archivio personale della Dorsey.

## Stile ed influenze
Lo stile musicale della Dorsey spazia dal rock, al funk, al country, e al pop. Lei stessa descrisse il proprio "sound" come una versione aggiornata degli artisti che ascoltava alla radio da giovane, un misto di The Fifth Dimension, Olivia Newton-John, Bread & the Wilson Sisters, e Heart. Quando le venne richiesto di descrivere il suo stile in una parola rispose che poteva essere definito come una sorta di "Burt Bacharach nero".

## Discografia

### Album solisti
- The Corporate World (1988) (Sire Records)
- Rude Blue (1992) (Island Records)
- I Used To Be... (2003) (Sad Bunny) (2004) (UFO Music)